# Hans Michael Jebsen
Hans Michael Jebsen (* 15. November 1956 in Siegen) ist ein dänischer Schiffsreeder, Unternehmer und Vorstandsvorsitzender der weltweit operierenden Handelsfirma Jebsen & Co.

## Leben und Werk
Hans Michael Jebsen lebt in Hongkong. Bis zu seinem 15. Lebensjahr wuchs er bei seiner Mutter, geb. Juliane Grün, in Rendsburg auf und besuchte dort das Humanistische Gymnasium. 1972 zog er zu seinem Vater Hans Jacob Jebsen nach Apenrade, besuchte das Deutsche Gymnasium für Nordschleswig und bestand 1975 sein Abitur. Es folgten eine zweijährige Banklehre bei der Vereins- und Westbank in Flensburg und Hamburg und ein achtzehnmonatiges Volontariat in London bei der Merchant Bank des Inchcape-Konzerns Gray, Dawes & Co. Ltd.
Nach dieser praktischen Ausbildung folgte ein dreijähriges Betriebs- und Volkswirtschaftstudium an der Hochschule für Wirtschafts- und Sozialwissenschaften in St. Gallen (heute: Universität St. Gallen – Hochschule für Wirtschafts-, Rechts- und Sozialwissenschaften) in der Schweiz. Bedingt durch den frühen Tod seines Vaters im Jahr 1979 übersiedelte Hans Michael Jebsen 1981 nach Hongkong und wurde in die Geschäftsleitung der von seinem Onkel Michael Jebsen jun. geführten Jebsen & Co. Ltd. aufgenommen. Im gleichen Jahr wurde er in der Firma Juniorpartner neben seinem Onkel und nach dessen Tod im Jahr 2000 Vorstandsvorsitzender des weltweit operierenden Handelsunternehmens. Hans Michael Jebsen heiratete 1987 Désirée Gräfin Schaffgotsch, die Tochter des aus Schlesien stammenden Bankiers und Industriellen, Reichsgraf Hans Ulrich Schaffgotsch. Der Ehe entstammen fünf Kinder.
Nach dem Tod seines Onkels übernahm er im Jahr 2000 den Familiensitz „Lensnack“. Von 2000 bis 2004 ließ er das ihm 1999 von seiner Mutter übertragene Gutshaus des Ritterguts Groß Brütz, einem Ortsteil der Gemeinde Brüsewitz  bei Schwerin, restaurieren, das 1862 von seinem Urgroßvater Georg Johannes Bock von der Familie von Lützow erworben, nach dem Zweiten Weltkrieg zu DDR-Zeiten jedoch enteignet worden war. Heute dient das Gutshaus als Gästehaus. 2001 kaufte Michael Jebsen das Schloss Orebygaard bei Sakskøbing auf Lolland. 2009/2010 ließ er das Stammhaus der Reederei M. Jebsen grundlegend renovieren und mit einer neuen Fassade ausstatten.

## Auszeichnungen
- 2001: Bronze Bauhinia Star of Hong Kong SAR Government
- 2006: Dannebrogorden
- 2009: Bundesverdienstkreuz am Bande
- 2011: Hofjägermeister[1]
- 2014: Ritter I. Klasse des Dannebrogordens
- 2015: Ehrendoktor der Business Administration der Hong Kong Universität Science & Technology[2]
- 2020: Kammerherr[3]

## Vorstandsposten
- seit 1994 Vorstandsmitglied der Hysan Development Company Limited, Hong Kong
- seit 2001 Vorstandsmitglied von The Wharf (Holdings) Limited, Hong Kong
- 2005 bis 2013 Vorstandsmitglied der Danfoss A/S, Norburg, Dänemark
- 2006 bis 2013 Vorstandsmitglied im Bitten & Mads Clausens Fonds, Dänemark, sowie stellvertretender Vorstandsvorsitzender der Danfoss A/S, Norburg, Dänemark.

## Weitere Posten
- seit 1997 Mitglied des Hong Kong-Europäischen Business Cooperation Komitees des Hongkong Trade Development Council[4]
- seit 2015 Mitglied des Operations Review Committee der unabhängigen Kommission gegen Korruption[5]

## Ehrenamtliche Tätigkeiten
- seit 1989 Mitglied auf Lebenszeit 'Society of the Academy for Performing Arts (SAPA), Hongkong[6]
- seit 1993 Treuhänder des WWF, Hongkong
- 1994 bis 2000 Vorsitzender des WWF, Hongkong
- 1995 bis 2000 Mitglied des Internationalen Vorstandes der Treuhänder des WWF, Genf
- seit 1995 Vorsitzender und Treuhänder der Jebsen Educational Foundation, Hongkong
- 1997 bis 1998 Präsident der Deutschen Handelskammer in Hongkong
- 1999 bis 2000 Vorsitzender der WTO Working Group of Hong Kong General Chamber of Commerce
- seit 1999 Mitglied des Corporate Advisory Board of School of Business and Management der Hong Kong University of Science and Technology
- seit 2000 Mitglied des Beirates des Roten Kreuzes, Hongkong
- 2000 bis 2012 Vizepräsident des WWF, Hongkong
- seit 2001 Executive Councillor der Pathways Foundation Limited, Hong Kong und Mitglied des Beirates der Asia Society Hong Kong Center
- seit 2004 Vorsitzender des Friends’ Committee of Asian Cultural Council, Hongkong und Treuhänder des Asian Cultural Council Board of Trustees, New York
- von 2005 bis 2010 Berater und Ehrenbürger der Stadt Jilin, Provinz Jilin, PRC
- 2007 bis 2013 Ratsmitglied der Hong Kong University of Science and Technology
- 2007 bis 2010 Vorstandsmitglied der Organisation Danes Worldwide
- seit 2007 Mitglied auf Lebenszeit von Europa Nostra
- seit 2008 Mitglied des Gremiums der Treuhänder 'Asia Society', Hongkong Center[7]
- seit 2012 Vizepräsident des 'Asian Cultural Council', Mitglied des Gremiums der Treuhänder, New York[8]
- seit 2013 Mitglied des Universitätsgerichts der Hongkong Universität of Science and Technology[9]
- 2011 bis 2015 Mitglied des Institutional Advisory & Outreach Komitees der Hongkong Universität of Science and Technology